# テンポスバスターズ
株式会社テンポスホールディングス（英文社名：TENPOS HOLDINGS Co.,Ltd.）とは、東京都大田区に本社を置き、中古厨房機器等を販売している株式会社テンポスバスターズや「ステーキのあさくま」を運営するあさくまを傘下に持つ日本の企業である。

## 概説
1997年、株式会社テンポスバスターズ（「テンポス」＝店舗の複数形と「バスターズ」＝掃除人に由来）として、厨房機器専門のリサイクル販売を目的に営業を開始。2002年JASDAQに上場。飲食店などの開業を支援する飲食プロデュース事業、業務用厨房機器・調理道具のインターネット通販、「ステーキのあさくま」などをはじめとした外食事業などを展開。
中古厨房機器のリサイクル販売・新品安売り販売、店舗設計・内装工事や店舗用不動産の紹介を手掛ける。社長は社内外からの公募制で、4年毎に半年間の「社長の椅子争奪バトル」が行なわれる。
2017年11月1日には持株会社制に移行した。

## 沿革
- 1997年 - 森下篤史が脱サラ後、食器洗浄機メーカー経営を経て創業。
- 1998年 - 飲食店向けに店舗設計及び着工の支援サービス開始。
- 1999年 - 子供服・子供用品のリサイクル販売事業「株式会社てんぽす・きっず」創業。
- 2000年 - 第10回（1999年）「ニュービジネス大賞」最優秀賞受賞[4]。
- 2001年 - 店舗用インテリア家具の輸入販売開始。
- 2002年
  - ダイヤのリサイクル「テンポスダイヤ」銀座店をオープン。（2004年廃業）
  - ジャスダック上場。（証券コード：2751）
- 2003年
  - ジャスダック市場信用銘柄に採用される。
  - 社長とエリアマネージャー7名で社長の椅子争奪バトル開始。
- 2004年 - 森下篤史社長の再任決定[5]。
- 2005年
  - 定年制撤廃。
  - 厚生労働省・高年齢者雇用開発コンテストで部門別賞（能力開発部門）に入賞[6]。
- 2006年 - 「株式会社あさくま」と業務提携・資本提携を開始。
- 2007年 - 第2回社長の椅子争奪バトル開始。
- 2008年
  - 代表取締役に森下和光（篤史の弟）が就任。前社長の森下篤史はグループ長（取締役）に就任[7]。
  - 業務用厨房機器の通販サイト「テンポスドットコム」オープン。
  - 飲食店の開業をサポートする「株式会社テンポス情報館」を設立。
- 2010年 - フードビジネスプロデューサー事業部設立。
- 2011年
  - 「株式会社ハマケン」100%株式譲渡。
  - 「株式会社テンポハンズ」連結子会社化。
  - 「株式会社あさくま」を子会社化。
- 2012年
  - FC支援事業開始。
  - 第3回社長の椅子争奪バトル開始。
- 2013年 - エリアマネージャー平野忍が代表取締役に就任。前社長の森下和光はグループ管理部長（取締役）に就任。
- 2014年 - LIXILより「サンウエーブキッチンテクノ株式会社」の全株式を取得し、「キッチンテクノ株式会社」に商号変更。
- 2017年
  - 株式会社テンポスバスターズ分割準備会社を設立[1]。
  - 持株会社体制に移行し、株式会社テンポスホールディングスに商号を変更。同日、株式会社テンポスバスターズ分割準備会社は株式会社テンポスバスターズに商号を変更[1]。
- 2023年
  - 9月11日 - 「株式会社ヤマト」を子会社化[8]。

## 拠点

### テンポスバスターズ
- 店舗：全国62店
- 買取センター：全国12店

### 子会社等
| 会社名                                 | 事業内容                                         |
| -------------------------------------- | ------------------------------------------------ |
| 株式会社テンポスフィナンシャルトラスト | ファイナンス事業及び飲食物件の仲介               |
| 株式会社テンポスドットコム             | 厨房機器等のネット通販事業                       |
| 株式会社テンポスフードプレイス         | WEB集客支援事業・飲食店経営支援サービス事業      |
| 株式会社テンポス情報館                 | 情報機器販売・販促支援                           |
| 株式会社スタジオテンポス               | 内装工事の請負                                   |
| 株式会社あさくま                       | ステーキレストラン運営（店舗：全国67店）         |
| 株式会社あさくまサクセッション         | ビュッフェレストラン、居酒屋運営（店舗：20店）   |
| 株式会社プロフィット・ラボラトリー     | マーケティング・販促支援（店舗：新宿区1店）      |
| キッチンテクノ株式会社                 | 業務用厨房設備機器販売、設計・施工等             |
| 株式会社ヤマト                         | 回転ずし・海鮮居酒屋など運営（店舗：全国約20店） |

### 持分法適用関連会社
| 会社名                     | 事業内容                                           |
| -------------------------- | -------------------------------------------------- |
| 株式会社オフィスバスターズ | 中古事務機器の展示販売（店舗：全国23店、海外12店） |

## 創業者社長への貸付
2008年2月4日の取締役会でテンポスバスターズ（以下テンポス）の代表取締役社長である森下篤史に対して、法人から2億円を年金利1.9%で融資すると決議した。融資の経緯について、テンポスはプレスリリースで、「森下がテンポス株式を担保に入れて、株の信用取引を行ったが、森下が購入した株式の多くが下落をし、証券会社からテンポス株式を売却する旨連絡があり、森下の持つ株式が市場に出回ることによるリスクを防ぐため」とした。
これに対して、インターネットの掲示板等でテンポスに対して「公私混同」との激しい批判が起こった為、2月6日に再度プレスリリースを出し、森下への貸付金利はテンポスが子会社へ貸付ける際の金利（1.00%前後）より高いこと、森下が持つ田園調布の自宅にテンポスが担保を設定することで保全された、として株主へ理解を求めた。
2008年に社長を辞任したものの「グループ長」に就任し、名刺には会長と入れる等（2013年のインタビュー）創業者の影響力は強い。

## テレビ番組
- 日経スペシャル ガイアの夜明け もう中古とは呼ばせない（2003年11月25日、テレビ東京）[14]。